# Além Paraíba
Além Paraíba es un municipio brasileño del estado de Minas Gerais localizado en la mesorregión de la Zona del Bosque. De acuerdo con el censo realizado por el IBGE en el año 2010, su población es de 34 341 habitantes. La distancia la capital, Belo Horizonte, es de 380 kilómetros.

## Historia
Cubierta por la mata atlántica y habitada por los indios Puris, la región, donde hoy se sitúa la ciudad, era conocida solamente por troperos procedentes de la corte hasta fines del siglo XVIII. Con el descubrimiento de minerales preciosos en las cercanías, se intensificó la travesía del Río Paraíba do Sul; alrededor de 1784 en los márgenes del mismo río, un muelle de madera fue denominado Porto do Cunha. La entonces villa, en 1880, fue transformada por ley en municipio, y recibió la denominación de São José de Además Paraíba y apenas en 1883 fue elevada a categoría de ciudad. En 1923 pasó a tener el nombre actual.

## Geografía
La sede del municipio dista por carretera 380 km de la capital estatal Belo Horizonte, estando próxima de centros importantes como Juiz de Fora, Muriaé, Três Rios, Nova Friburgo, Teresópolis, Petrópolis, y Río de Janeiro.